# Кёртис, Винифред Мэри
Винифред Мэри Кёртис (англ. Winifred Curtis) — австралийский ботаник британского происхождения, автор научных работ, исследователь-пионер эмбриологии растений и клеточной биологии.

## Биография
Кёртис родилась 15 июня 1905 года в Лондоне, была единственным ребенком в семье Герберта Джона Кёртиса и Элизабет Винифред Кёртис (урожденная Бейкер). В детстве Кертис вместе с родителями несколько лет жила в Индии. В 1924 году начала обучение в Университетском колледже Лондона. Будучи одаренной студенткой, завоевала множество наград и стипендий. Окончила высшее образование 1927 года и получила диплом бакалавра с отличием по специальности ботаника. В следующем году провела исследование растений Spartinia townsendii и Taraxacum (одуванчик). Позже в этом же высшем учебном заведении она получила степень магистра (1939), доктора философии (1950) и доктора наук (1968). В течение нескольких лет она путешествовала по Европе и преподавала в Манчестере и Хампстеде.
В 1939 году она со своей семьей эмигрировала в Австралию, где она сначала преподавала в частной школе для девочек в Хобарте. Позже она стала работать на кафедре биологии в университете Тасмании и в 1945 году приняла участие в создании кафедры ботаники. В 1943 году она начала работу над книгой «The Students' Flora of Tasmania», посвященную растениям Тасмании. Первый том был опубликован в 1956 году, пятый и последний том был опубликован в 1994 году, более чем через 50 лет после начала работы. С начала 1960-х годов большая часть этой книги создавалась в тесном научном сотрудничестве с ботаником Деннисом Айвором Моррисом (англ. Dennis Ivor Morris, 1924—2005).
В период с 1967 по 1978 год Винифред Кертис написала книгу «Эндемическая флора Тасмании» в шести томах, вышедшая с иллюстрациями Маргарет Стоунс под эгидой лорда Талбота.
Умерла 14 октября 2005 года в Хобарте.

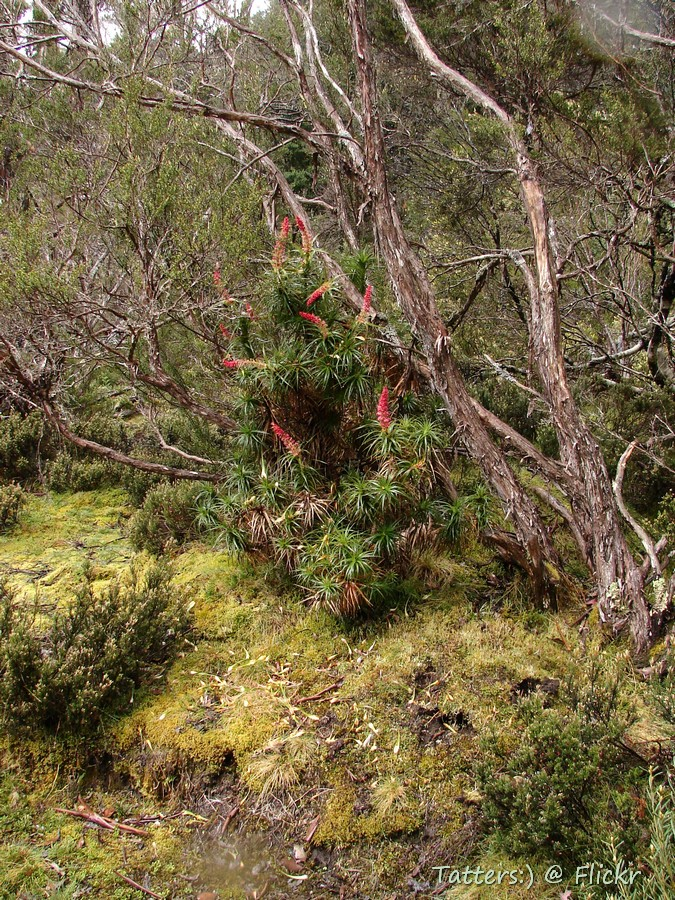
Цветущая Richea curtisiae

## Награды и признание
- Памятная медаль Lord Clive Королевского общества Тасмании (1966)
- Медальон Австралийской естественной истории (1976)
- Член Ордена Австралии (1977)
- Почетный доктор университета Тасмании (1987)
- Австралийский флористическая премия (1988)
- Медаль Мюллера (1994)
- Гражданин года Хобарта (1997)

Растения, названные в ее честь:
- Richea curtisiae A.M.Gray, 1971
- Epilobium curtisiae P.H.Raven , 1963
- Epacris curtisiae Jarman, 1988
- Winifredia sola L.A.S.Johnston & B.Briggs, 1986
- Viola hederacea subsp. curtisiae L.Adams[источник не указан 2916 дней]